# Lawrence C. Evans
Lawrence Craig Evans (né le 1er novembre 1949) est un mathématicien américain et professeur de mathématiques à l'Université de Californie à Berkeley. 

## Carrière
Il obtient son doctorat sous la direction de Michael G. Crandall à l'Université de Californie à Los Angeles en 1975.
Ses recherches portent sur les équations aux dérivées partielles non linéaires, principalement les équations elliptiques. En 2004, il partage le prix Leroy P. Steele pour la contribution séminale à la recherche avec Nicolai V. Krylov pour leurs preuves, trouvées indépendamment, que les solutions d'équations concaves, entièrement non linéaires et uniformément elliptiques sont {\displaystyle C^{2,\alpha }}. Evans apporte également des contributions significatives au développement de la théorie des solutions de viscosité des équations non linéaires, à la compréhension de l'équation de Hamilton-Jacobi-Bellman découlant de la théorie du contrôle optimal stochastique et à la théorie des cartes harmoniques. Il est également connu comme l'auteur du manuel Partial Differential Equations qui est considéré comme une introduction standard à la théorie au niveau universitaire. Son manuel Measure theory and fine properties of functions (coécrit avec Ronald Gariepy), une exposition sur la mesure de Hausdorff, la capacité, les fonctions de Sobolev et les ensembles de périmètre fini, est également largement cité.
En 2012, il devient membre de l'American Mathematical Society. En 2014, il est élu à l'Académie nationale des sciences. Evans figure sur la liste des chercheurs les plus cités de l'ISI.